# Thomas Van Goethem
Thomas Van Goethem (25 oktober 1988) is een Vlaams acteur.

## Levensloop
Als negenjarige jongen zette Van Goethem de eerste stappen in de acteerwereld. Hij speelde mee in musicals als Pinokkio, Suske en Wiske, Doornroosje en Kuifje: De Zonnetempel. 
Sinds 2005 speelt hij de hoofdrol in de kinderserie Booh!, waarin hij Jonas Kronkel speelt. De serie gaat over spoken die verblijven in een kasteel. In 2008 werd er ook een tweede serie gemaakt.
In het najaar van 2010 was Van Goethem te zien in de rol van Sam, een van de hoofdrollen in de kinderserie De 5e boog op Ketnet. Deze serie was een tegenhanger van Het Huis Anubis. In 2012 speelde hij Billie in de eerste Vlaams-Nederlandse Disney Channel-serie On Tour.
In 2019 bedacht hij de Vlaamse jeugdserie #LikeMe.
Die eindigde in 2023.
Verder sprak hij verschillende stemmen in voor Ketnetseries. Hij sprak ook de Vlaamse stem in de films van Wickie de Viking: Wickie de Viking en Wickie en de Schat van de Goden. Hij werd ook een gezicht van Disney Junior. Van Goethem speelde enkele gastrollen:
- Spoed (VTM, Rik - 2007)
- Code 37 (VTM, Senne Martens - 2009)
- Thuis (Eén, Stanislas - 2009)
- Dag & Nacht: Hotel Eburon (VTM, Stijn 'Pokerkid' Tuteleer - 2010)
- Danni Lowinski (VTM, Lucas Deman - 2012)
- On Tour (Vlaams/Nederlandse Disneyserie) (VTM, Billie - 2012)
- Crème de la Crème (VTM, verkoper - 2013)